# Fidlův kopec
Fidlův kopec (německy Fiedlhübel) je s vrcholem v nadmořské výšce 680 m nejvyšší vrchol Kozlovské vrchoviny a Oderských vrchů. Nachází se zhruba 5 km severně od obce Velký Újezd a zhruba 2,8 km severozápadně od obce Kozlov. Fidlův kopec je veřejnosti bez povolení nepřístupný, neboť leží ve vojenském újezdu Libavá.

## Pramen Odry a dalších vodních toků
Na jihovýchodních svazích Fidlova kopce, blíže ke kopci Přemkovo zákoutí, pramení řeka Odra (úmoří Baltského moře). Pramen Odry s naučnou stezkou je přístupný pouze o víkendech a ve dnech státních svátků po červené turistické značce z obce Kozlov.
Na severozápadním svahu Fidlova kopce pramení Varhošťský potok (úmoří Černého moře), který protéká přes zaniklou vesnici Varhošť.
Na jižních svazích Fidlova kopce pramení říčka Olešnice.
Na svazích kopce pramení ještě několik bezejmenných pramenů.
Přes vrcholy Fidlův kopec a Přemkovo zákoutí prochází rozvodí, tj. hranice povodí Odry a povodí Dunaje, resp. hranice úmoří Baltského moře a úmoří Černého moře.

## Další informace
Název kopce se pravděpodobně váže k vlastnickému vztahu určité osoby se jménem nejspíše Fidel či možná přímo s německým světcem, kterým byl Fidel ze Sigmaringy.
Obvykle jedenkrát ročně lze okolí Fidlova kopce navštívit v rámci cyklo-turistické akce Bílý kámen.

## Galerie fotografií

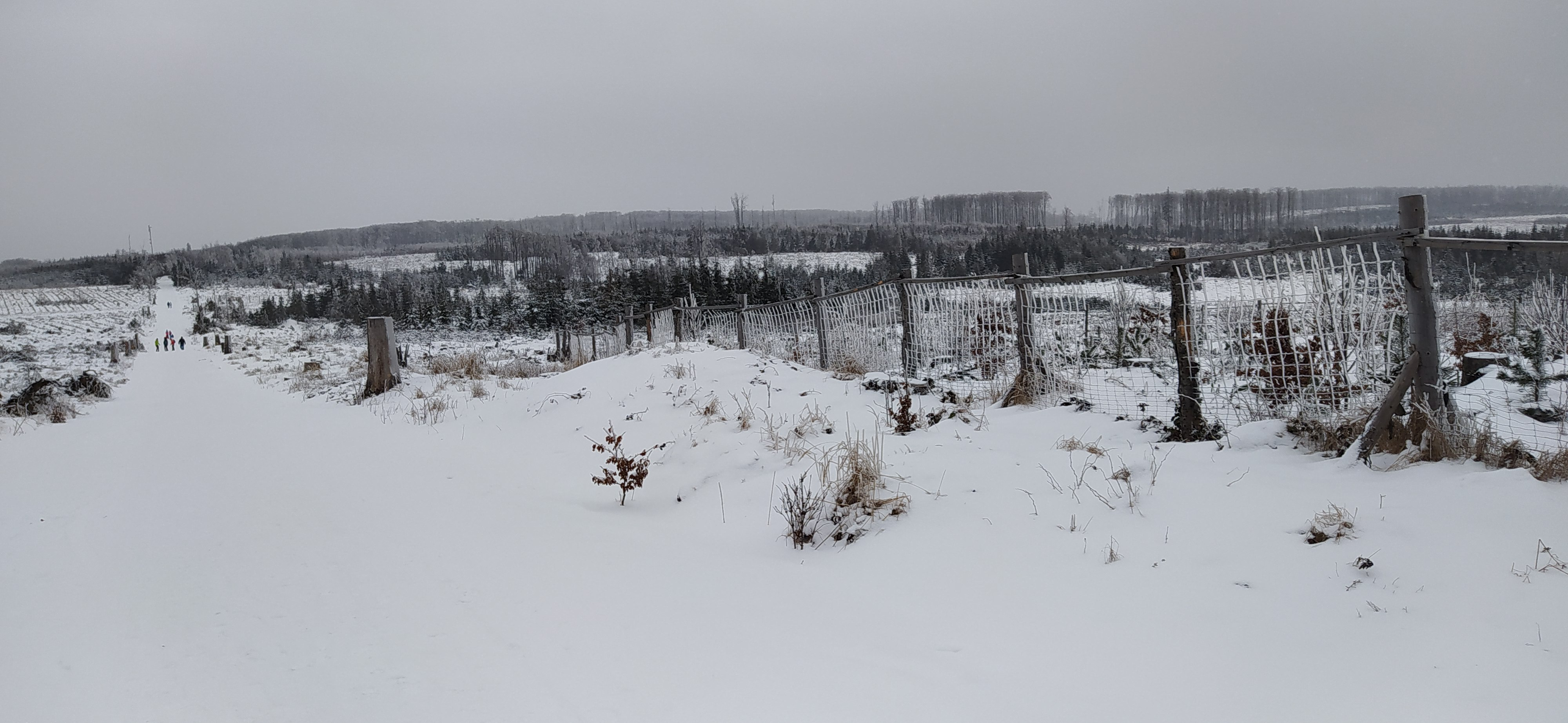
Cesta k prameni Odry, v pozadí Fidlův kopec, únor 2021
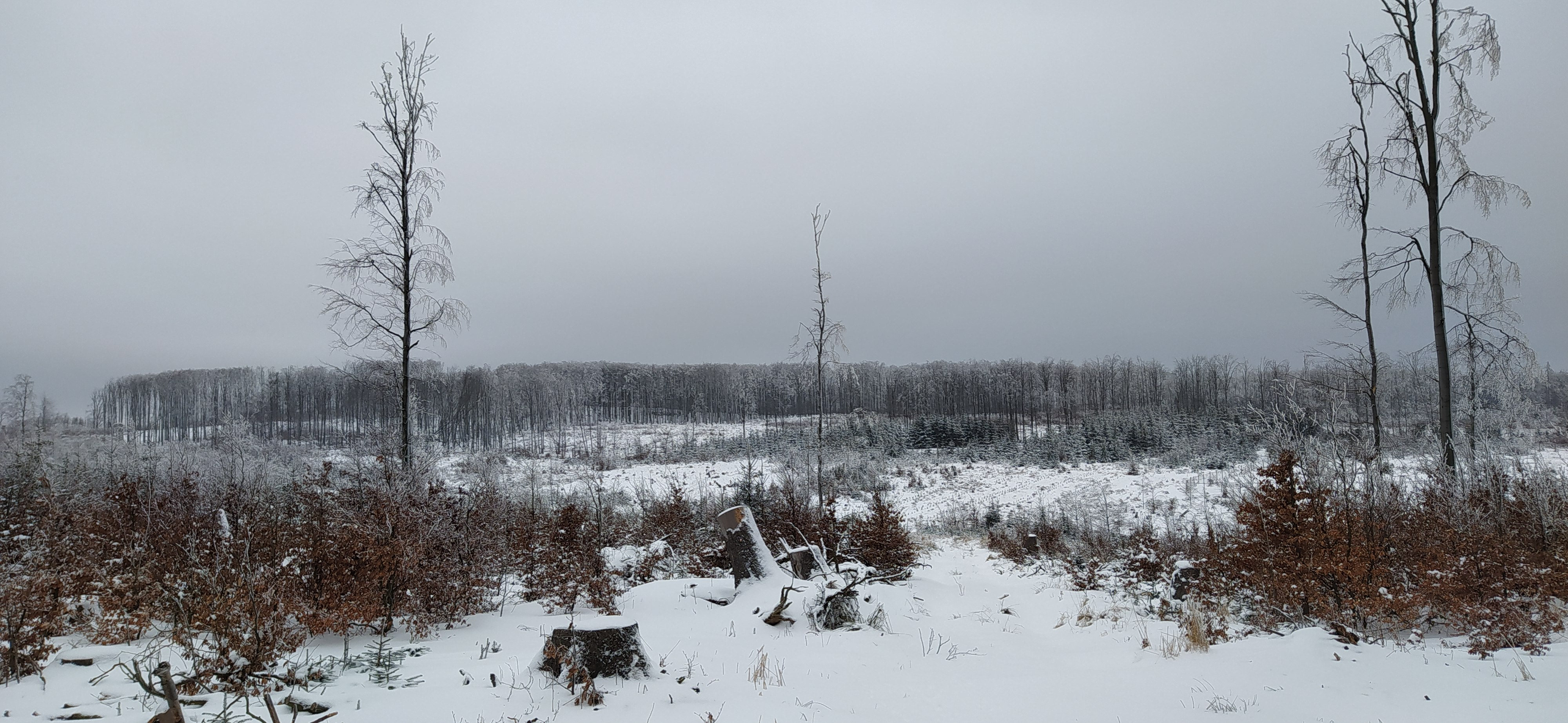
Fidlův kopec (pohled z jihovýchodu), únor 2021
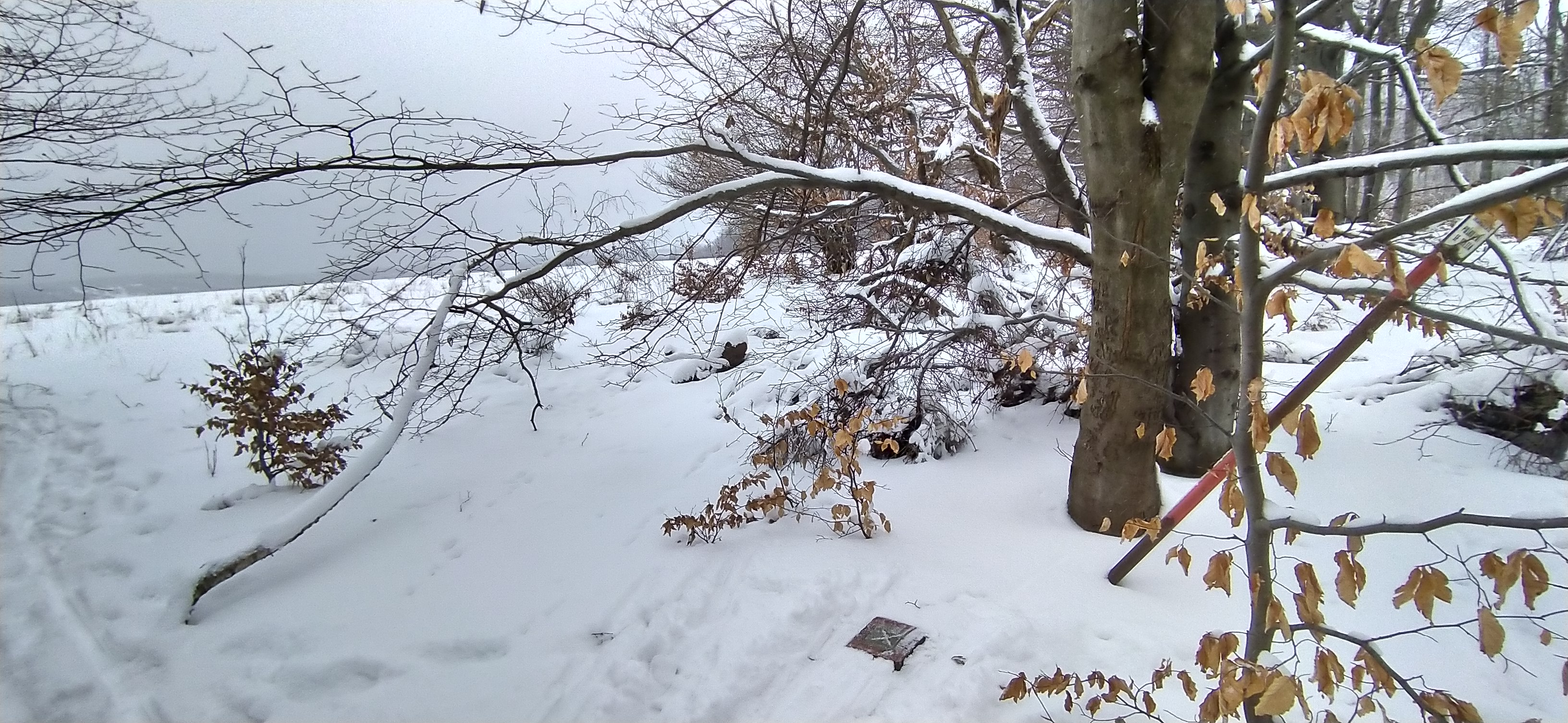
Fidlův kopec (vrchol), únor 2021
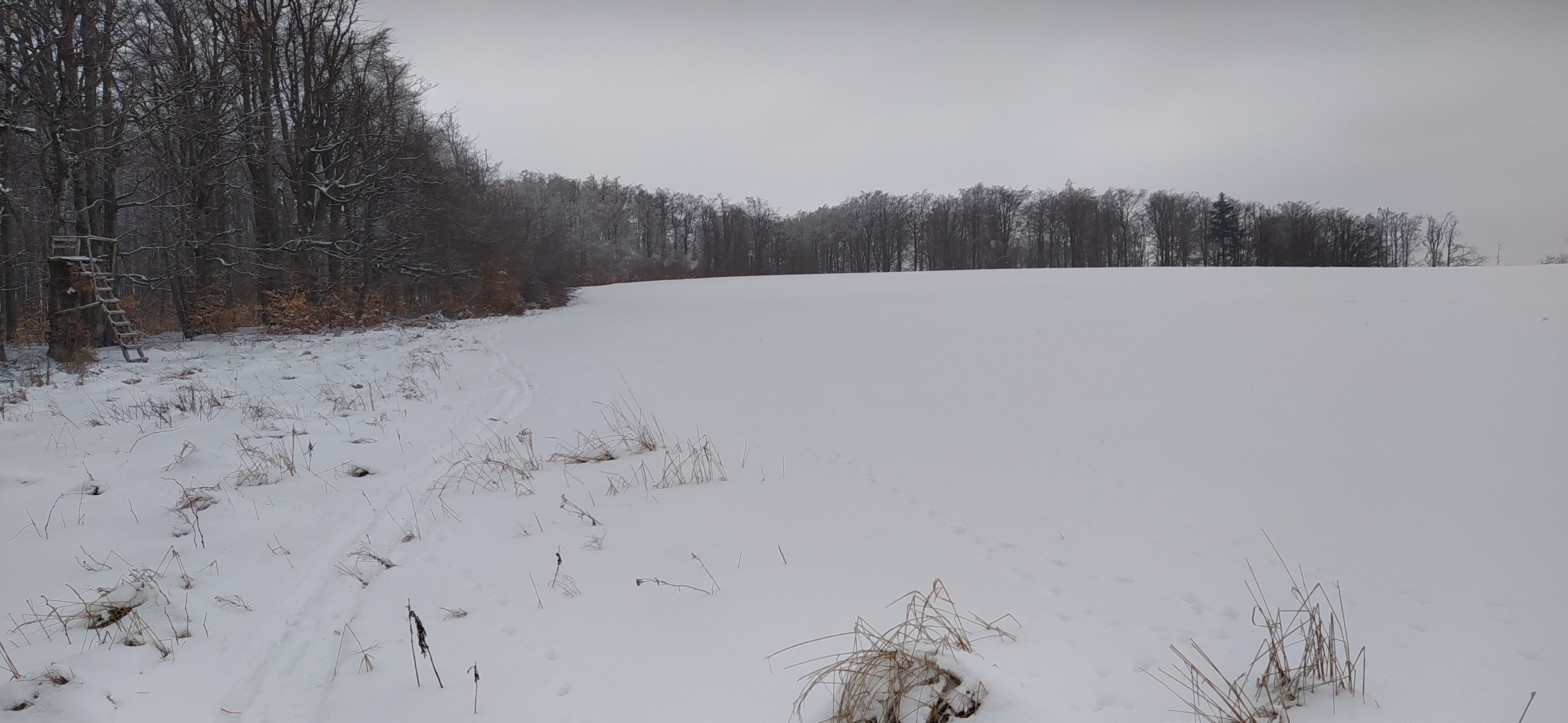
Fidlův kopec, pohled ze severozápadu, únor 2021
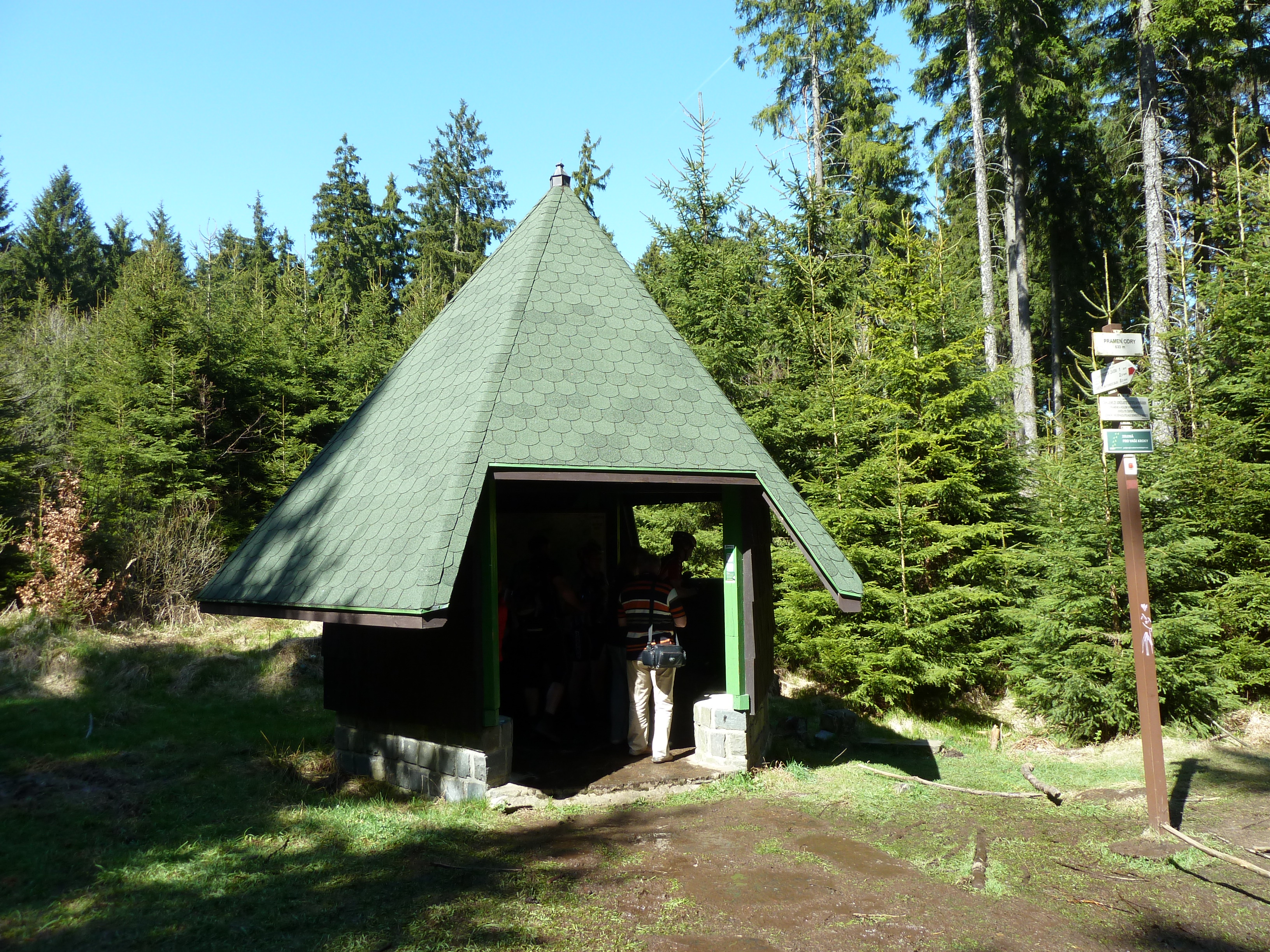
Pramen Odry
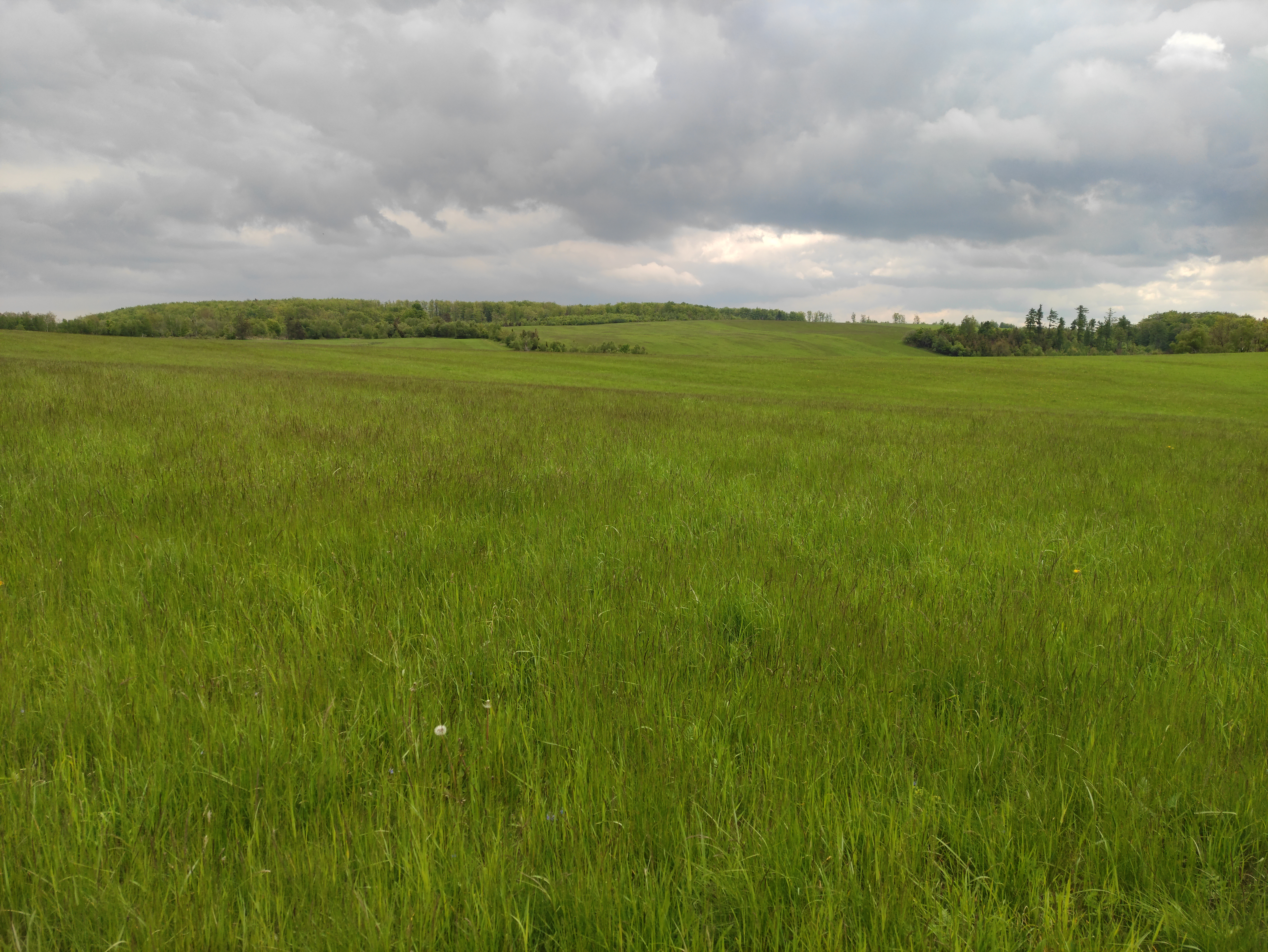
Fidlův kopec od severozápadu (z Varhoště)
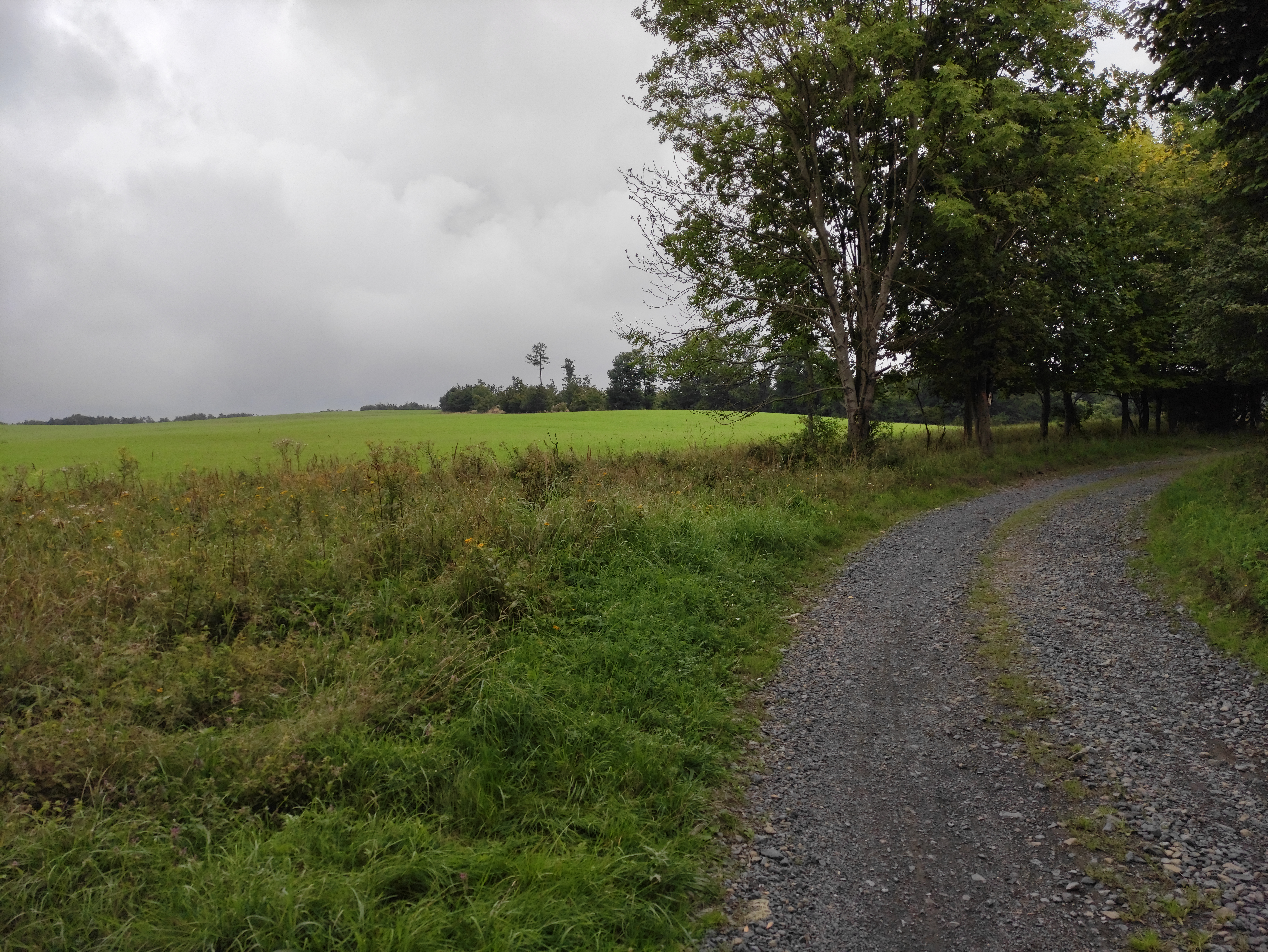